# PBS Kids
PBS Kids é a marca da maioria das programações infantis veiculadas pelo Public Broadcasting Service (PBS) nos Estados Unidos . Alguns programas infantis de televisão pública não são produzidos pelas estações membros da PBS ou transmitidos pela PBS, produzidos por distribuidores independentes de televisão pública, como a American Public Television, não são rotulados como programação "PBS Kids" e é principalmente uma marca de bloco de programação .
PBS Kids também é o nome de uma rede separada que teve duas iterações na era da televisão digital ; uma que existia entre 1999 e 2005 e a versão atual lançada em janeiro de 2017. A rede também está disponível na África Subsaariana.

## História

### Bloco PTV
A estrutura do PBS Kids foi estabelecida como parte da iniciativa " Ready to Learn " da PBS, um projeto destinado a facilitar o acesso da programação educacional da primeira infância a crianças carentes. Em 11 de julho de 1994, a PBS reembalou a programação educacional de suas crianças como um novo bloco chamado "PTV". Além da programação educacional programada, o PTV também incorporou conteúdo intersticial como "The P-Pals", que apresentava personagens animados em forma de logotipos da PBS, fornecendo conteúdo educacional de seu mundo fictício, "PTV Park". Esses shorts intersticiais eram destinados a crianças mais novas.  As crianças mais velhas foram alvo de intersticiais de ação ao vivo e videoclipes.
Vários dos curtos intersticiais, juntamente com algumas das seqüências de identificação da estação que foram mostradas durante o bloco, continuaram sendo usados por algumas estações membros da PBS depois que o PTV foi ao ar pela última vez em 5 de setembro de 1999.

### PBS Kids
Em 6 de setembro de 1999, a PBS lançou a marca PBS Kids em várias áreas, incluindo o Serviço Pronto para Aprender durante o dia, páginas da Web PBS Online para crianças e um rótulo de vídeo caseiro. A programação infantil na rede PBS recebeu então uma marca unificada. Juntamente com o bloco de programação da PBS, a PBS Kids emprestou seu nome a uma rede de televisão separada, lançada na mesma data e destinada a crianças de 4 a 7 anos.     O canal PBS Kids funcionou por seis anos.
Em 30 de setembro de 2000, o bloco de programação Bookworm Bunch foi introduzido como bloco de manhã do PBS Kids '. Os miúdos de PBS vão!, um bloco de programação voltado para crianças mais velhas, foi lançado em outubro de 2004.
A rede foi encerrada em 26 de setembro de 2005, em favor de um novo canal de joint venture comercial por cabo e satélite, o PBS Kids Sprout, desenvolvido em parceria com o Sesame Workshop, HIT Entertainment e Comcast (que mais tarde comprou o controle total da rede via NBCUniversal ).

### Blocos e canais locais
A PBS deu aos licenciados a opção de assinar com os promotores do Sprout, indicando que eles deveriam manter o bloco de programação do PBS Kids durante o dia. Metade das estações programou o canal de seus próprios filhos. A PBS ofereceu uma rede substituta para crianças em idade escolar, com base no bloco PBS Kids Go! em abril de 2006, a ser lançado em outubro de 2006, mas foi cancelado antes do lançamento.
Em 8 de maio de 2013, a programação do PBS Kids foi adicionada ao player de streaming Roku . Em 7 de outubro de 2013, para coincidir com a estreia da Peg + Cat, a PBS Kids recebeu outro redesenho gráfico e o PBS Kids Go! bloco e branding dissolvidos. Em 1 de julho de 2016, todos os programas PBS Kids, transmitidos pela Netflix e Hulu, foram para o Amazon Prime .
A rede PBS Kids foi relançada em 16 de janeiro de 2017 com uma transmissão ao vivo do canal no site da PBS Kids e no aplicativo de vídeo; nenhuma alteração foi feita no bloco principal do PBS Kids. O bloco é programado em contador na rede, portanto, o mesmo programa não seria exibido ao mesmo tempo na rede e no bloco. A PBS Distribution fez parceria com a MultiChoice Africa para lançar o PBS Kids em 22 de maio de 2019 nas plataformas DStv e GOtv na África Subsaariana.